# 竹崎綾華
竹崎 綾華（たけざき あやか、1993年2月5日 - ）は、日本の女優。鹿児島県出水市出身。以前はエイジアプロモーションに所属していた。
「竹崎」と表記されるが、正しい本名は「竹﨑」である。

## 来歴
福岡市内でスカウトされたことをきっかけにモデル業を始めた。青山学院女子短期大学へ進学を機に上京し女優業を開始。現在は映画、ドラマ、TVCM、舞台で活躍している。

## 出演

### 映画
- 東京闇虫パンドラ（2015年4月） - つぐみ 役
- 忘れ雪（2015年11月） - 美樹 役
- 全員、片想い（2016年7月） - 水木かなえ役（『片思いスパイラル』）
- 彼岸島デラックス（2016年10月） - 姫 役 （声の出演）
- 棒の哀しみ（2016年11月） - 亜弓 役
- うふふん下北沢（2017年3月） - アミ 役
- 身体を売ったらサヨウナラ（2017年7月） - 女子大生 役
- ハード・コア（2018年11月23日公開、監督：山下敦弘） -
- 来る（2018年12月7日、東宝） - 血まみれの看護師 役
- さよならくちびる（2019年5月31日）
- 劇場版ほんとうにあった怖い話 2019〜冬の特別篇〜
- The walking fish（2020年ゆうばり国際ファンタスティック映画祭グランプリ）
- いけいけ！バカオンナ（2020年7月31日、東宝）
- 渇いた鉢（2022年12月10日)

### ドラマ
- 仮面ライダーフォーゼ 第47話・第48話（2012年5月）
- ドラクロワ（2013年2月、NHK総合テレビジョン）
- 彼岸島 第1話（2016年10月、TBS）
- 東京ヴァンパイアホテル 第3話 - 第9話（2017年6月、Amazonプライム・ビデオ） - コーリー 役
- 紺田照の合法レシピ 第2話（2018年、Amazonプライム・ビデオ） - 薬物中毒の女 役
- スキャンダル専門弁護士 QUEEN 第2話（2019年1月、フジテレビ）
- BACK STREET GIRLS -ゴクドルズ- 第4話（2019年3月、MBSテレビ） - アケミ 役
- 俺のスカート、どこ行った? 第9話（2019年4月、日本テレビ）
- BG〜身辺警護人〜 （2020年6月、テレビ朝日） - 河津紅 役
- 24 JAPAN 第20話、第21話（2021年2月26日 - 3月5日、テレビ朝日）
- にぶんのいち夫婦 第3話（2021年6月3日 - 7月29日、テレビ東京）
- ケイ×ヤク -あぶない相棒-（2022年1月13日 - 3月17日、読売テレビ・日本テレビ）第8話
- 大病院占拠 第2話 - 第4話（2023年1月21日 - 2月4日、日本テレビ） - 伊豆花伝 役
- 彼女たちの犯罪  第7話（2023年7月20日 - 9月22日、読売テレビ）
- ブラックポストマン 第3話（2023年9月1日、テレビ東京） - 澤田奈津子 役[1]
- 大奥　第8話 - 第9話（2024年1月18日 - 3月28日、フジテレビ） - 中臈 役
- DOPE 麻薬取締部特捜課 第1話（2025年7月4日、TBS） - 会社受付 役[2]

### 配信ドラマ
あなたに聴かせたい歌があるんだ（2022年5月20日配信、Hulu）第1話
賭けからはじまるサヨナラの恋（2023年7月20日 - 9月7日、U-NEXT）

### バラエティ
- チャンスの時間

### その他
morisukeの動画
　